# Pterotmetus staphyliniformis
Pterotmetus staphyliniformis är en insektsart som först beskrevs av Friedrich von Schilling 1829.  Pterotmetus staphyliniformis ingår i släktet Pterotmetus, och familjen fröskinnbaggar. Arten är reproducerande i Sverige.